# Чичисбей

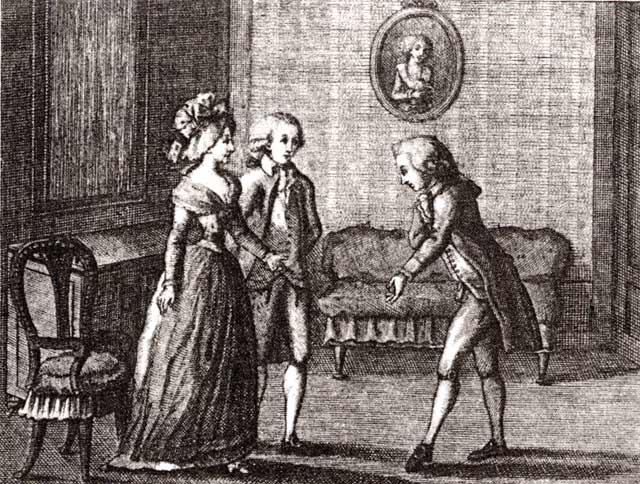
Луїджі Понелато. Чичисбей. Гравюра 1790 р.‎

Чичисбе́й (італ. cicisbeo, множина cicisbei) - в старій Італії постійний супутник одруженої жінки, що супроводжує її в громадських місцях, найчастіше також коханець. 
У XVIII-XIX століттях в Італії існував звичай, згідно з яким одружена дама повинна була показуватися на людях (в церкві, на прогулянці і т. п.) в супроводі постійного супутника (з відома чоловіка). Така практика, звана чічісбеїзмом, існувала серед дворянства Венеції, Генуї, Ніцци, Флоренції і Рима. За одними відомостями, наявність і статус чічісбеїв обумовлювалися в шлюбних контрактах, за іншими - це лише специфіка звичаїв часу, не закріплена в документах. Деякі вважають чічісбеїзм ознакою зростаючої емансипації жінок в аристократії XVIII століття. 
Так чи інакше, звичай міцно вкоренився. Чоловіки зазвичай терпіли або навіть доброзичливо ставилися до нього. Так, лорд Байрон був чічісбеєм графині Терези Гвіччіолі. 
Чічісбеї дотримувалися певних правил поведінки, зазвичай уникаючи публічного прояву почуттів до жінки. На розважальних заходах вони часто стояли позаду пані та шепотіли їй на вухо (одна з версій походження слова - звуконаслідування шепоту). Звичаї того часу не дозволяли їм у вільний час мати стосунки з іншою жінкою. Обидві сторони могли перервати відносини в будь-який час. Інститут чічісбеїв використовували у своїх сюжетах автори деяких комічних опер, наприклад, чічісбеї присутні в лібрето опер Россіні «Італійка в Алжирі» і «Турок в Італії». 
Слово «чічісбей» зрідка використовується в переносному сенсі для жартівливого позначення кавалера або коханця. 